# متلازمة ألم الخصر والبول الدموي
متلازمة ألم الخصر والبول الدموي (بالإنجليزية: Loin pain hematuria syndrome) هي متلازمة مرضية شديدة الندرة  تجمع بين ألم الخصر المتكرر والمستمر على جانبي الجسم أو جانب واحد ووجود دم في البول إما أن يكون مرئيًا بالعين المجردة أو يتم اكتشافه تحت المجهر. وغالبًا ما يصعب تشخيص المرضى المصابين بهذه الحالة لندرتها وتشابه أعراضها مع أعراض أمراض ومتلازمات أخرى تصيب الكلى والجهاز البولي. ولا يعرف حتى الآن على وجه الدقة سبب هذه المتلازمة. وقد وضعت العديد من النظريات لمحاولة لتفسير سبب الحالة، فمنها ما يعتقد بوود خلل في تركيب الغشاء القاعدي للكلى، والغشاء القاعدي هو غشاء رقيق يقوم بتصفية الدم وتخليصه من الفضلات لتتجمع في شكل البول، وفي الطبيعي لا يسمح هذا الغشاء بمرور كرات الدم الحمراء إلى البول، أما في حالة هذه المتلازمة فإن الخلل الموجود في تركيب هذا الغشاء يجعل من السهل نفاذ كرات الدم الحمراء وخروجها خارج الجسم ضمن مكونات البول.
وقد تصيب متلازمة ألم الخصر والبول الدموي المريض لمدة سنوات عديدة وقد تستمر معه طوال الحياة، ويعتقد العديد من الأطباء أن هذه المتلازمة غالبًا ما تختفي في إحدى مراحل الحياة. قد تصل شدة الألم لدرجات يصعب معها استمرار الحياة بشكل طبيعي ومعتاد، ويعاني بعض المرضى من ازدياد الألم في حالة ممارسة بعض الأنشطة الحياتية البسيطة  كقيادة السيارة والذهاب للعمل، وتعاني بعض السيدات المصابات من ازدياد الألم أثناء فترات الحيض أو الحمل. و لا ينتج عن متلازمة ألم الخصر والبول الدموي تدهور كامل لوظائف الكلى أو فشل كلوي أبدًا.

## تاريخيًا
وصفت متلازمة ألم الخصر والبول الدموي لأول مرة عام 1967 في سيدة إنجليزية وتتعاطى حبوب منع الحمل. بينما وصفت لأول مرة في الولايات المتحدة الأمريكية في ثمانينيات القرن العشرين، وقد تمت عملية زرع الكلى الذاتية كمحاولة لعلاج متلازمة ألم الخصر والبول الدموي لأول مرة عام 1982.

## معدلات الانتشار
يوجد حتى الآن حوالي 200 حالة مسجلة لمرضى مصابين بمتلازمة ألم الخاصرة والبول الدموي حول العالم، ويعتقد أن عدد المرضى أكبر من ذلك بكثير ولكنهم لا يلقون التشخيص الصحيح. وتشير بعض الدراسات إلى أن معدلات انتشار المتلازمة قد يصل إلى 0.012٪، وإن كان هذه المعدل صحيحًا، فإنه قد يوجد أكثر من 840,000 حالة في جميع أنحاء العالم. وتمثل الإناث نسبة 90% من عدد المصابين بالمتلازمة.

## الأعراض والعلامات

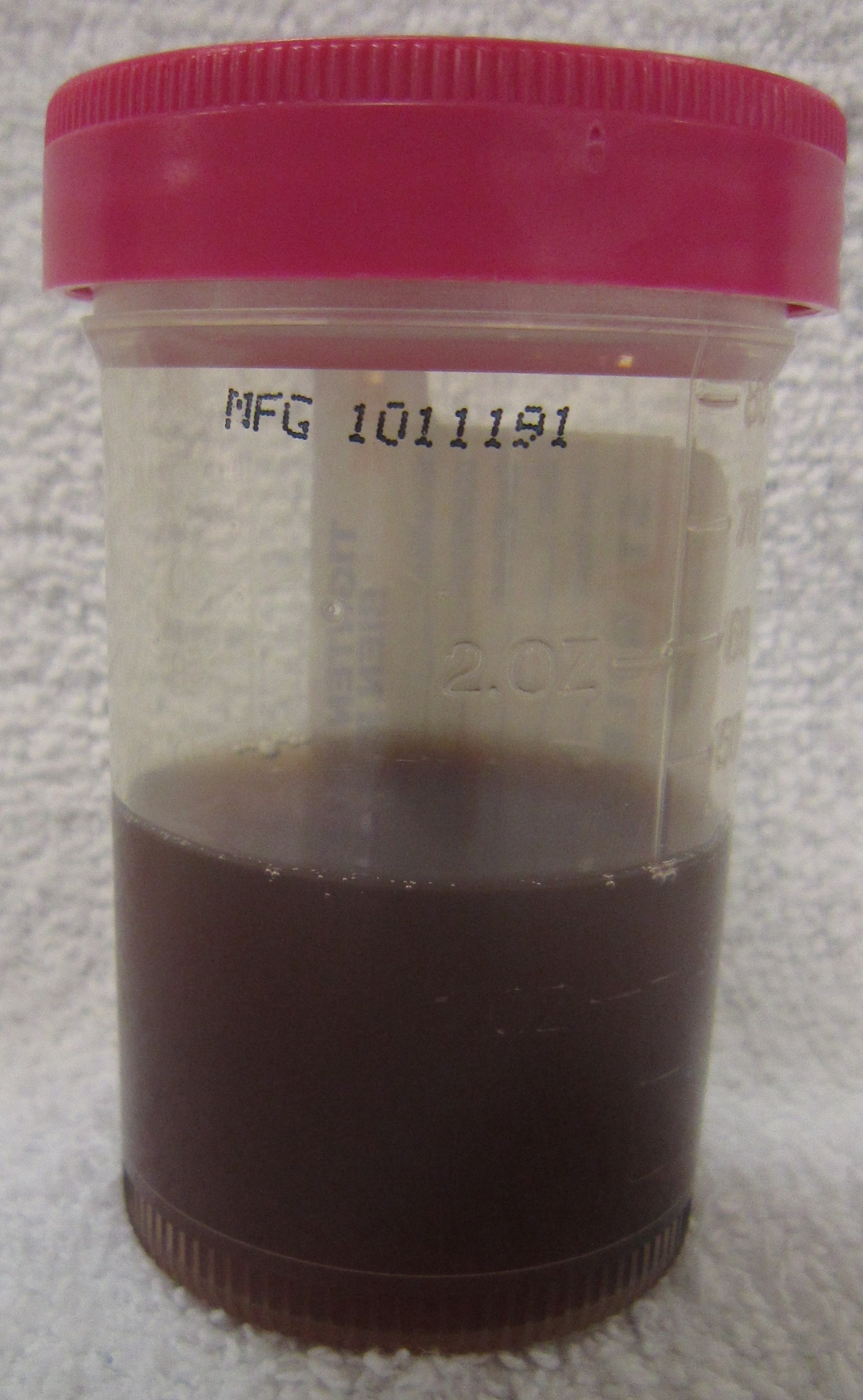
عينة من بول دموي

- ألم الخصر : والخصر هو المنطقة المحصورة بين أسفل الضلوع و أعلى عظام الحوض ، وقد يكون الألم على جانب واحد أو جانبي الجسم، ويأتي الألم في شكل نوبات شديدة قد تحتاج إلى المخدرات الناركوتية لتهدئتها، بينما قد يزيد منها استخدام عقاقير الأفيونات. وفي أثناء النوبة قد يصعب على المريض الاستلقاء في وضع النوم الذي قد يزيد من الألم. ولابد أن تستمر نوبات الألم لمدة تزيد عن 6 شهور قبل تشخيص المريض بمتلازمة ألم الخصر والبول الدموي.
- قد يصاحب نوبة الألم إحساس بالغثيان والقيء وارتفاع طفيف في درجة الحرارة.
- البول الدموي : وقد يظهر الدم المختلط بالبول بالعين المجردة، أو بفحص عينة من البول تحت المجهر.

## التشخيص
قد يصعب تشخيص حالة متلازمة ألم الخصر والبول الدموي لندرتها واشتباه الأعراض مع الكثير من أمراض الجهاز البولي، كما تتشابه أعراضها مع متلازمة ألام الحوض المزمنة (chronic pelvic pain syndrome).
ويتم تشخيص متلازمة ألم الخصر والبول الدموي بطريقة الاستبعاد، فعن طريق قيام الطبيب بفحص المريض وأخذ تاريخه المرضي بدقة يتم حصر أعراض المريض في ألم الخصر والبول الدموي، ويجب استبعاد كل الأسباب الطبية التي قد تؤدي إلى نفس الأعراض كعدوى وحصوات وأورام الجهاز البولي التناسلي والتهاب الحويضة والكلية واعتلال الكلية بالجلوبيولين المناعي A ومرض الانتباذ البطاني الرحمي، و. كما يجب استبعاد وجود انسدادات في مجرى البول عن طريق عمل نوعين مختلفين من التصوير بالأشعة.

## العلاج
نظرًا لعدم وضوح السبب الحقيقي وراء هذه المتلازمة، بالإضافة إلى ندرتها فإنع لا يوجد علاج شافي لهذه الحالة. ويقتصر العلاج المتاح على المسكنات والمخدرات لتسكين الآلام المبرحة التي تصيب المريض على شكل نوبات متكررة قد تصل إلى نوبة كل يوم تقريبًا. وقد يحتاج المريض إلى البقاء في المستشفى لعدة أيام لتلقي المخدرات عن طريق الحقن في الوريد تحت إشراف الأطباء.
وقد يتم علاج المريض بأي من الآتي:
- العقاقير المثبطة للإنزيم المحول للأنجيوتنسين
- عقاقير من نوع الأفيونات لتسكين الألم
- عقاقير مضادة للقيء
- عملية فصل التغذية العصبية للكلى